# Kuniaki Haišima
Kuniaki Haišima (蓜島 邦明) je japonský hudebník a skladatel. Píše hudbu pro anime a tokusacu. Kuniaki Haišima byl součástí vysílání na NTS v pořadu Ostaku, jehož premiéra proběhla 10. dubna 2018. Mezi zařazené skladby patřily písně Virus a Torque.

## Díla

### Anime
- Kotecu no daibóken (OAV) - hudba
- Neoranga (seriál) - hudba
- Gundam: Mission to the Rise (speciál) - hudba
- Spriggan (film) - hudba
- Master Keaton (seriál a OVA) - hudba
- Gasaraki (seriál) - hudba
- Himiko-Den (seriál) - hudba
- Blue Gender (seriál) - hudba
- Šóbuši densecu Tecuja (seriál) - hudba
- Alien 9 (speciál) - hudba
- Run=Dim (seriál) - hudba
- Blue Gender – Zrozen k boji (film) - hudba
- Macross Zero (OVA) - hudba
- Sumeba mijako no Cosmos só suttoko taisen Dokkoider (seriál) - hudba
- Kjógoku Nacuhiko: Kósecu hjaku monogatari (seriál) - hudba
- Monster (seriál) - hudba, úvodní znělka
- Mai-Otome 0: S.ifr (seriál) - hudba

### Hrané filmy a seriály
- Tokyo Babylon 1999 (film) - hudba
- Kagen no cuki (film) - hudba
- Sh15uya (seriál) - hudba